# Promy typu Karsibór
Promy Karsibór – typ promów śródlądowych pasażersko-samochodowych, obsługiwanych przez Żeglugę Świnoujską.

## Jednostki
| Nazwa           | Rok budowy | IMO     | Wartość (2015)   |
| --------------- | ---------- | ------- | ---------------- |
| MF Karsibór I   | 1977       | 7606750 | 10 154 384,02 zł |
| MF Karsibór II  | 1977       | 7606762 | 23 480 652,74 zł |
| MF Karsibór III | 1978       | 7606774 | 10 168 880,17 zł |
| MF Karsibór IV  | 1978       | 7606786 | 10 169 337,07 zł |

## Historia
Promy Karsibór zostały zbudowane w latach 1977–78 w szczecińskiej Stoczni im. A. Warskiego. Początkowo przeznaczone zasadniczo do transportu samochodów osobowych, samochodów ciężarowych, autobusów i pieszych. Mieszczą do 65 samochodów osobowych i do 242 pasażerów
Obsługują połączenie promowe przez Świnę w Świnoujściu między wyspą Wolin a Uznam w ciągu drogi wojewódzkiej nr 100.

## Dane techniczne
Długość promu MF Karsibór III wynosi 64,85 m, szerokość 16,32 m. Prom napędzany jest przez dwie śruby trzyskrzydłowe nastawne typu CP56/3 (po jednej z przodu i z tyłu statku). Moc maszyn promu wynosi 2 x 809,5 kW. Kadłub wykonany jest ze stali.

### Karsibór I
Prom Karsibór I ma długość 64,82 m, szerokość 16,32 m. W 2015 roku jego silniki zostały wymienione – nowe, wyprodukowane przez Cummins, mają moc 4 x 447 kW.
Minimalna załoga promu to 6 osób.

### Karsibór IV
W roku 2025 prom Karisbór IV kilkakrotnie wystawiano na sprzedaż za kwotę 989 000 zł. Za każdym razem nie było chętnych na kupno. Prom nie posiadał już świadectwa klasy oraz karty bezpieczeństwa z powodu braków przeglądów.  